# Віконт Данерел

Герб віконтів Данерел.

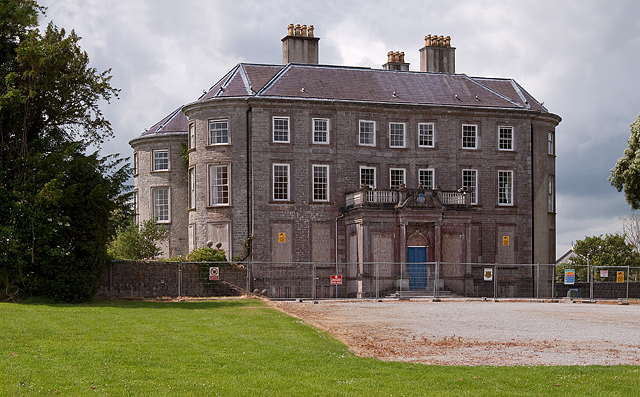
Замок Данерел-Корт – резиденція віконтів Данерел.

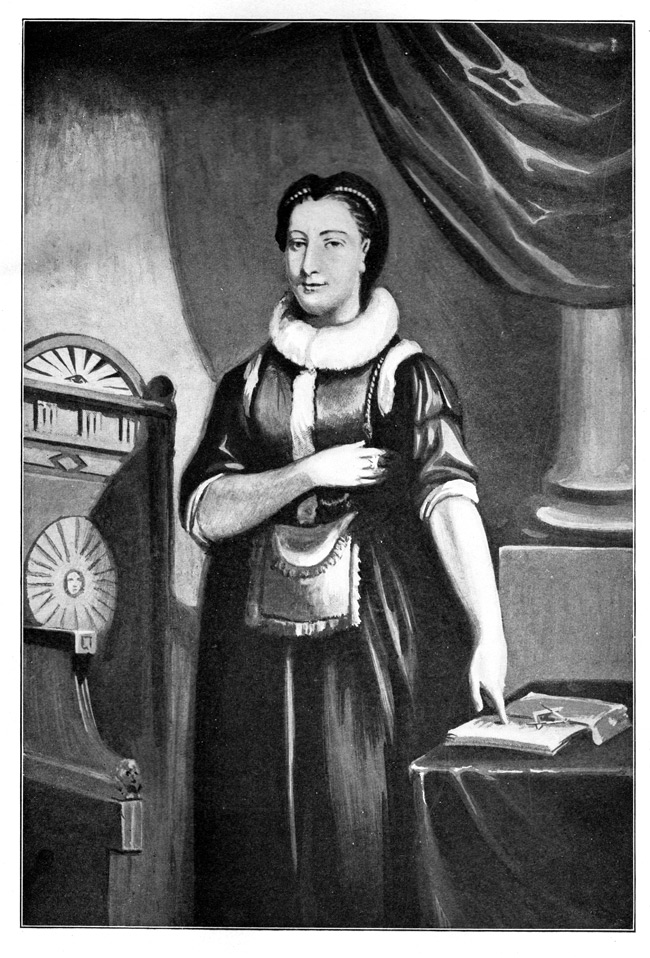
Елізабет Алдворт – дочка Артура Сент-Легера, І віконта Данерел.

Віконт Данерел (англ. – Viscount Doneraile) – аристократичний титул в перстві Ірландії.

## Гасло віконтів Данерел
Haut et bon – «Велике і хороше» (фр.)

## Історія віконтів Данерел
Титул віконт Данерел двічі створювався в перстві Ірландії, обидва рази для людей з родини Сент-Легер (Сен-Леже). Вперше титул був створений у 1703 році для Артура Сент-Легера. Крім цього титулу він отримав титул барона Кілмайден в перстві Ірландії. Артур Сент-Легер був сином Джона Сент-Легера та його першої дружини леді Мері Чічестер – дочки Артура Чічестера – І графа Донегалл та його першої дружини Доркас Хілл. Він був нащадком сера Ентоні Сент-Легера. Сер Джон Сент-Легер був головою казначейського суду Ірландії. Він мав зведеного брата – сина від другого шлюбу його батька з Афрою Харфліт – спадкоємицею маєтків Еш, що в Кенті. Кажуть, що Джон, якого не дуже цінували як юриста, завдячував своїм успіхом підтримці брата, і вони були друзями протягом усього життя. Артур Сент-Легер був депутатом Палати громад парламенту Ірландії в 1692 – 1693 роках. У 1715 році він був приведений до присяги щодо служби в Таємній раді Ірландії. Його найвідоміша справа в Палаті лордів парламенту Ірландії стосувалась дебатів щодо процесу Шерлока проти Аннеслі в 1719 році. Барони суду, в тому числі брат віконта Данерела Джона, ввели в дію указ британської Палати лордів, ігноруючи протилежний указ Ірландської палати лордів. Ірландські пери, розлючені цим запереченням їхньої влади, викликали суддів і після короткого слухання відправили їх у в’язницю на три місяці. Єдиними перами, які проголосували проти притягнення суддів до відповідальності, були віконт Данерел і лорд-канцлер Ірландії лорд Мідлтон. У той час як лорд-канцлер був стурбований політичними наслідками поведінки лордів, справедливо попереджаючи, що Палата представників ризикує повністю втратити свої судові повноваження, віконт Данерел, схоже, був зворушений простою родинною лояльністю, оскільки він і його брат були родичами і друзями. 24 червня 1690 року він одружився з Елізабет Хейс – дочкою  Джона Хейса і його дружини Мехітабель Оттрінгтон. Елізабет принесла йому значні маєтки в графстві Вотерфорд, які вона успадкувала від свого діда по материнській лінії. Разом у них було четверо дітей. Обидва його сини, що вижили, успадкували по черзі його титули. Третій син, Джон, був убитий на дуелі майбутнім суддею Артуром Бленнерхассеттом у 1741 році. Його дочка Елізабет Олдворт здобула славу як «леді масон» - була дамою в масонській ложі Ірландії, а також була родоначальницею віконтів Данерел другого створення.
Син І віконта Данерел – теж Артур Сент-Легер був обраний до Палати громад парламенту Ірландії від Данерел, був депутатом у 1715 - 1727 роках. У 1727 році він успадкував титул віконта від свого батька і зайняв своє місце в ірландській палаті лордів. Він одружився перший раз з її світлістю Мері Мохун – дочкою Чарльза Мохуна – IV барона Мохун 8 червня 1717 року. Вдруге він одружився з Кетрін Сарою Конінгем - дочкою капітана Джона Конінгема у березні 1725 року. Титул успадкував його старший син від першого шлюбу Артур. 
Титули зникли після смерті IV віконта Данерел. Його дочка Елізабет мала сина на ім’я Сент-Легер Олдворт, що успадкував маєтки Данерел і прийняв прізвище Сент-Легер замість свого. Він був обраний депутатом парламенту Ірландії і представляв Данерел у 1749 – 1776 роках. У 1776 році він був нагороджений титулом барона Данерел в перстві Ірландії. У 1785 році для нього знову було створено титул віконт Данерел  в перстві Ірландії. 
Його син Хейс Сент-Легер був депутатом Палати громад парламенту Ірландії в 1777 – 1787 роках. Після успадкування титулу віконта 15 травня 1787 року він став депутатом Палати лордів парламенту Ірландії. 3 вересня 1785 року він одружився з Шарлоттою Бернард - дочкою Джеймса Бернарда та Естер Сміт, і разом у них було троє дітей.
Його син – теж Хейс був депутатом Палати лордів парламенту Об’єднаного Королівства Великобританії та Ірландії як представник Ірландії  в 1830 – 1854 роках. Його син успадкував титул і став IV віконтом Данерел. Він був депутатом Палати лордів в 1855 – 1887 роках. Титул успадкував його двоюрідний брат, що став V віконтом Данерел. Титул успадкував його син, що став VI віконтом Данерел і отримав посаду мера Вестмінстера. Після смерті його молодшого брата – VII віконта Данерел ця лінія перервалася. Титул успадкував його двоюрідний брат, що став VIII віконтом Данерел. 
На сьогодні титулами володіє онук VIII віконта Данерел – Х віконт Данерел, що успадкував титул від свого батька в 1883 році. Він живе в Каліфорнії. 
Родинним гніздом віконтів Данерел був Данерел-Корт, що поблизу селища Маллоу, графство Корк, Ірландія. Маєток та замок Данерел-Корт разом з іншими землями був придбаний у 1629 році сером Вільямом Сент-Легером - лордом-президентом Манстера. Сам замок був побудований в ХІІІ столітті. До 1645 року замок кілька разів зазнавав нападів і кілька разів був спалений вщент, був настільки сильно пошкоджений, що його довелося покинути. Нинішній будинок замку був побудований на його місці наприкінці 1690-х років, використовуючи частину кам’яної кладки старого замку. Його було капітально реконструйовано, а нинішній фасад додано в 1725 році архітектором Ісааком Ротері. Протягом багатьох років були додані різні прибудови, наприклад восьмикутна кухня та ігровий магазин, побудований в 1869 році. Тоді ж була знесена їдальня і оранжерея в стилі неоготики з дев’ятьма бухтами, побудована в 1825 році. Інші поліпшення в межах маєтку включали котеджі, будиночки, господарські будівлі та стайні. Родина Сен-Легер володіла маєтком і розводила там коней для полювання та перегонів. Маєток був проданий в 1943 році, а замок в 1969 році.    

## Віконти Данерел (1703)
- Артур Сент-Легер (помер у 1727 р.) – І віконт Данерел
- Артур Сент-Легер (1694 – 1734) – ІІ віконт Данерел
- Артур Мохун Сент-Легер (1718 – 1750) – ІІІ віконт Данерел
- Хейс Сент-Легер (1702 – 1767) – IV віконт Данерел

## Віконти Данерел (1785)
- Сен-Леже Сент-Легер (помер у 1787 р.) – І віконт Данерел
- Хейс Сент-Легер (1755 – 1819) – ІІ віконт Данерел
- Хейс Сент-Легер (1786 – 1854) – ІІІ віконт Данерел
- Хейс Сент-Легер (1818 – 1887) – IV віконт Данерел
- Річард Артур Сент-Легер (1825 – 1891) – V віконт Данерел
- Едвард Сент-Легер (1866 – 1941) – VI віконт Данерел
- Х'ю Сент-Легер (1869 – 1956) – VII віконт Данерел
- Елджернон Едвард Сент-Легер (1878 – 1957) – VIII віконт Данерел
- Річард Сент-Джон Сент-Легер (1923 – 1983) – IX віконт Данерел
- Річард Аллен Сент-Легер (1946 р. н.) – X віконт Данерел

Спадкоємцем титулу є син теперішнього власника титулу його ясновельможність Натаніель Ворхем Роберт Сент-Джон Сент-Легер (1971 р. н.).